# Власотинци (община)
Община Власотинци или Власотинце (на сръбски: Општина Власотинце) се намира в Южна Сърбия, Ябланишки окръг. Заема площ от 308 км2. Административен център е град Власотинци.

## Население
Населението на община Власотинци възлиза на 29 893 души според преброяването от 2011 г. Гъстотата е 99 души/км2.

### Етнически състав[3]
- сърби – 28 613 жители
- цигани – 691 жители
- македонци – 23 жители
- черногорци – 14 жители
- хървати – 11 жители
- румънци – 10 жители
- българи – 4 жители
- югославяни – 3 жители
- унгарци – 3 жители
- мюсюлмани – 3 жители
- словенци – 2 жители
- руснаци – 2 жители
- словаци – 2 жители
- украинци – 1 жител
- власи – 1 жител
- други – 15 жители
- неизяснени – 344 жители
- неизвестно – 151 жители

## Селищна мрежа
В границите на общината влизат 49 населени места.
1 града: Власотинци.
48 села:
| - Алексине - Батуловце - Боляре - Борин До - Брезовица - Гложане - Горна Лопушня - Горна Ломница - Горни Деян - Горни Орах - Горни Присян - Градище | - Гунетина - Дадинце - Добровиш - Долна Ломница - Долна Лопушня - Долни Деян - Долни Присян - Долно Гаре - Златичево - Козило - Комарица - Конопница | - Крушевица - Кукавица - Ладовица - Липовица - Манастирище - Ораше - Остръц - Пържойне - Прилепац - Равна гора - Равни дел - Самарница | - Сводже - Скрапеж - Средор - Стайковце - Странево - Тегошница - Църна бара - Църнатово - Шишава - Яворе - Яковлево - Ястребац |